# Suchet (navire)
 (décembre 2024).
Pour les articles homonymes, voir Suchet.
Le Suchet était un croiseur protégé de la marine française. Le navire a été commandé pendant le mandat de l'amiral Théophile Aube, ministre français de la Marine, qui était en faveur d'une flotte centrée sur un grand nombre de croiseurs de différents types. Le Suchet et le navire similaire le Davout furent commandés pour remplir le rôle de croiseur moyen dans les plans de Théophile Aube ; les deux croiseurs étaient censés être identiques, mais des problèmes lors de la construction du Davout ont forcé des modifications de conception au Suchet, résultant en deux navires uniques plutôt qu'une seule classe. Le Suchet était armé d'une batterie principale de six canons de 164 mm. Il avait une vitesse de pointe de 20,4 nœuds.
Après avoir terminé ses essais en mer en 1894, le Suchet fut affecté à l'escadre méditerranéenne l'année suivante. Il a participé en 1895 aux cérémonies d'ouverture du canal de Bizerte. Il a continué à opérer avec l'unité jusqu'au début de 1897, date à laquelle il a été envoyé à la division du Levant dans l'est de la Méditerranée. Le navire fut réaffecté à la Division navale de l'océan Atlantique en 1900, et il fut l'un des premiers intervenants lors de l'éruption de la montagne Pelée en mai 1902, aidant à sauver les survivants de Saint-Pierre et de son port, ainsi que d'autres villes de l'île de la Martinique. Au total, il a évacué environ 1200 personnes vers Fort-de-France. Le mois suivant, il fut impliqué dans un incident diplomatique mineur avec le Venezuela, où six Français avaient été arrêtés ; l'intervention du Suchet permit leur libération. Le navire revient en France plus tard en 1902, où il est placé en réserve. Rayé du registre naval en 1906, le Suchet fut démoli en 1927.

## Conception

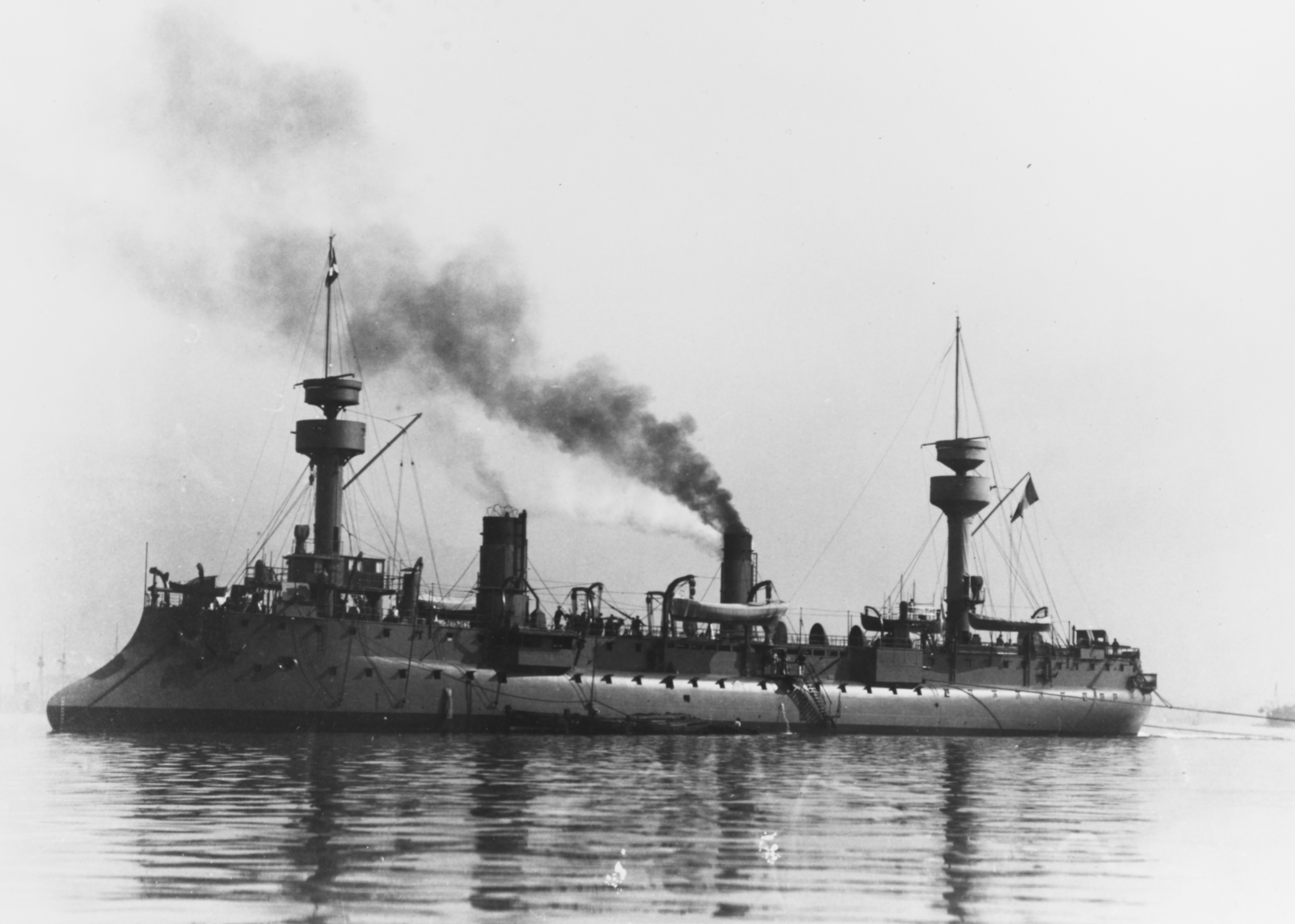
Le Davout, sister ship du Suchet.

Le Suchet était à l'origine destiné à être le Sister-ship du Davout (croiseur protégé), conçu pendant le mandat de l'amiral Théophile Aube, devenu ministre français de la Marine en 1886. Les navires trouvent leur origine dans les spécifications de conception émises par le prédécesseur de Théophile Aube, Charles-Eugène Galiber, en décembre 1885. Charles-Eugène Galiber a demandé un navire de 2 600 tonnes avec une vitesse de 18 nœuds avec tirage forcé. Théophile Aube qui remplace Charles-Eugène Galiber en janvier 1886, est un ardent défenseur de la doctrine Jeune École, qui envisageait l'utilisation d'une combinaison de croiseurs et de torpilleurs pour défendre la France et attaquer la marine marchande ennemie.
Au moment où Théophile Aube est arrivé au pouvoir, la marine française avait construit trois grands croiseurs protégés destinés à servir de corsaires commerciaux : le Sfax, le Tage, et l'Amiral Cécille Son budget proposé prévoyait six autres grands croiseurs et dix navires plus petits. Seul onze projets ont été soumis à l'évaluation du Conseil des travaux, et celui préparé par Marie de Bussy fut retenu. La vitesse requise avait alors été augmentée à 20 noeuds. Pour l'historien naval Stephen Roberts, Théophile Aube était probablement responsable du changement. Il commanda trois navires sur ce modèle le 1er mars 1887 : Les Suchet, Davout et Chanzy. Les contrats n'étaient pas finalisés au moment où Théophile Aube quitta le ministère.
Après avoir examiné les plans de Théophile Aube et le budget naval français, Charles-Eugène Galiber décide que le programme de croiseurs proposé devrait être réduit. En mai 1887, lors de l'approbation du budget, le plan fut modifié pour inclure trois grands croiseurs de la Classe Alger, six petits croiseurs : les classes Forbin et Troude, et deux navires moyens. Le Chanzy fut annulé et les Suchet et Davout comblèrent les besoins en deux navires moyens. Lors de la construction du Suchet à Toulon, un certain nombre de modifications furent apportées à la conception originale, à commencer par l'ajout d'un tube lance-torpilles à la proue, qui fut approuvé le 28 mars 1887. Alors que les travaux avançaient, Delphin Albert Lhomme, le superviseur de la construction au chantier naval, décida que la salle des machines du navire manquait de ventilation suffisante et ne permettait pas un entretien aisé du système de propulsion. Il ordonna l'arrêt des travaux le 20 mars 1888 pour lui laisser le temps de préparer les modifications.
Delphin Albert Lhomme acheva le nouveau projet en 1890, qu'il soumit à Barbey le 16 août. Il a proposé d'allonger la coque de 7 m. L'espace supplémentaire serait utilisé pour agrandir la salle des machines de 2,16 m. Le reste devant être utilisé comme quatrième chaufferie avec deux autres chaudières à tubes de fumée. Le 13 septembre, Charles-Eugène Galiber approuva la proposition, ce qui permit de reprendre les travaux quatre jours plus tard. Pour s'adapter à la coque allongée, certaines superstructures ont été légèrement réorganisées et le gaillard d'avant a été allongé de 1,2 m . D'autres modifications ont été apportées une fois la construction reprise ; après que l'expérience avec le Davout ait montré que les mâts militaires lourds entravaient la stabilité, les mâts du Suchet ont été raccourcis pour réduire le poids en hauteur du navire. Les quatre canons de 65 mm anti-torpilles montés à bord du Davout ont été remplacés par des canons 100 mm. Le 28 janvier 1893, une nouvelle version à tir rapide des canons de batterie principale de 164,7 mm ont remplacé les canons à tir lents.

Le Suchet au début de sa carrière.

Le Suchet avait 95 mètres de longueur entre les perpendiculaires, 97,7 mètres de long à la ligne de flottaison et 98,95 mètres long hors tout. Il avait un Maître-bau de 12,12 mètres et un tirant d'eau moyen de 5,35 mètres (5,9 mètres à l'arrière). Il avait un déplacement prévu de 3 440 tonnes. Sa coque était dotée d'une proue prononcée, d'une poupe en surplomb et d'un pont affleurant. La proue ne pouvait pas réellement être utilisée pour des attaques d'éperonnage, en partie à cause de la présence du tube lance-torpilles de proue. Comme c'était typique des navires de guerre français de l'époque, il avait une forme prononcée en tumblehome. Sa superstructure était minimale, composée principalement d'une petite tour de commandement à l'avant et d'une paire de mâts militaires lourds avec des sommets de combat qui abritaient certains de ses canons légers. Son équipage était composé de 335 officiers et hommes de troupe.
Le système de propulsion du Suchet était constitué de deux moteurs à vapeur horizontaux à triple expansion qui entraînaient une paire d'hélices. La vapeur était fournie par vingt-quatre chaudières à tubes de fumée alimentées au charbon, canalisées dans deux cheminées largement espacées situées au milieu du navire. La centrale électrique a été conçue pour produire 9 500 Cheval-vapeur pour une vitesse de pointe de 20 nœuds. Lors des essais de vitesse en 1894, le navire a atteint 9 504 chevaux-vapeur (7 087 kW) pour une vitesse de 20,41 nœuds. Le stockage de charbon s'élevait nominalement à 529 tonnes mais pouvait monter jusqu'à 663 tonnes. Comme pour le Davout, le système de propulsion du navire s'est avéré peu fiable en service. Ni les chaudières ni leurs prises ne pouvaient être nettoyées pendant que le navire naviguait, de sorte que la vitesse ne pouvait pas être maintenue après quelques jours de fonctionnement, ce qui le rendait peu fiable lors des croisières au long cours. Lors des voyages outre-mer, il ne pouvait naviguer qu'à une vitesse de 13 nœuds. Cela permettait à l'équipage d'alterner les ensembles de chaudières afin de pouvoir en nettoyer la moitié à la fois.

### Armement et blindage
Le Suchet était armé d'une batterie principale de six canons M1884 de calibre 30 de 164 mm, installés dans des supports pivotants individuels. Quatre des canons étaient montés sur des flotteurs sur le pont supérieur, deux sur chaque bordée. Un canon était placé à la proue et l'autre à la poupe comme canons de poursuite. Ceux-ci étaient soutenus par une batterie secondaire de quatre cannons M1881 calibre 26,2 de 100 mm, également montées sur pivot individuel. Ceux-ci étaient placés à proximité des canons de poursuite. Deux canons juste à l'arrière et l'autre paire directement devant le canon de poupe. Pour la défense à courte portée contre les torpilleurs, il transportait huit canons Hotchkiss M1885 de 3 livres de 47 mm et huit canons M1884 de 1 livre de 37 mm, tous dans des supports individuels. De plus, il portait une paire de canons de campagne de 65 et 1,5 mm qui pouvaient être envoyés à terre avec une équipe de débarquement. il transportait aussi sept tubes lance-torpilles de 356 mm dans sa coque, six au-dessus de la ligne de flottaison et le dernier immergé. Le tube immergé était placé à l'avant, deux autres étaient plus à l'arrière à l'avant, deux sur chaque bordée, et la paire restante était à l'arrière,.
Le navire était protégé par un pont blindé constitué d'acier au carbone. Au milieu du navire, le pont était épais de 82 mm sur la partie plate sur la majeure partie de la largeur de la coque, là où il recouvrait ses locaux de machines de propulsion et ses magasins. À l'avant et à l'arrière, l'épaisseur du pont a été réduite à 30 mm. Vers les côtés du navire, le pont était incliné vers le bas pour fournir une mesure de protection latérale ; le côté incliné était épais de 80 mm. Toutes les zones du pont ont été superposées sur le bordé de coque de 20 mm. Les locaux des machines ont reçu une deuxième couche de protection contre les éclats d'obus. Au-dessus du pont blindé se trouvait une couche cellulaire étroitement subdivisée de 460 mm de profondeur, qui était destinée à contenir les inondations en les empêchant de pénétrer profondément dans le navire. La tour de contrôle avait 40 mm de blindage. Les canons de la batterie principale du Suchet étaient équipés de boucliers de 54 mm pour protéger les équipages des fragments d'obus,.

### Modifications
Le Suchet a subi deux réaménagements et modifications au cours de sa carrière. En 1896, les tubes lance-torpilles arrière furent retirés pour laisser place à des logements pour les cadets de la marine. L'année suivante, il entame une rénovation plus importante. Ses mâts militaires ont été remplacés par des mâts plus légers, les deux tubes lance-torpilles avant ont été retirés et les quatre canons de 37 qui avaient été montés sur les chars de combat ont également été retirés. Le navire était prévu pour un troisième réaménagement en 1902 qui aurait vu ses chaudières à tubes de fumée remplacées par de nouvelles chaudières à tubes d'eau de type Belleville, mais la proposition a été annulée en 1905 après que les chaudières aient déjà été commandées et livrées par le fabricant.

## Historique de service

### Construction et début de carrière
Le Suchet fut commandé le 1er mars 1887 et sa quille fut posée à Toulon le 1er octobre. Les travaux sur le navire furent considérablement retardés pour répondre aux inquiétudes de Delphin Albert Lhomme concernant le navire, les travaux s'arrêtant le 10 mars 1888 et ne reprenant que le 17 septembre 1890. L'installation des machines du navire commença le 26 septembre 1892 et il fut lancé le 10 août 1893, avant que les travaux ne soient achevés le 20 novembre. C'était la première fois qu'un chantier naval du gouvernement français lançait un navire aussi avancé dans sa construction. Il fut chargé de commencer les essais en mer le 1er janvier 1894, qui furent effectués entre le 20 mars et le 24 avril, et au cours desquels il atteignit une vitesse de 18,2 nœuds dans des conditions normales et 20,4 nœuds utilisant un tirage forcé,. Il a été placé en pleine commission le 13 juin, bien que les résultats de ses essais n'aient été officiellement approuvés que le 15 septembre. Il fut ensuite affecté à l'escadre méditerranéenne le 1er octobre, en remplacement du Davout.
En 1895, il resta en service dans l'escadre de la Méditerranée, faisant partie de la force des croiseurs de la principale flotte de combat française. À cette époque, la flotte se composait de sept cuirassés, du croiseur Tage et de trois croiseurs de classe Troude, entre autres navires plus petits. Au début des années 1890, les Français travaillaient sur le canal de Bizerte, qui reliait la mer Méditerranée au lac de Bizerte ; les travaux furent achevés en juin 1895 et le Suchet fut parmi les premiers navires à le traverser après son ouverture le 4 juin. Il a participé aux manœuvres de la flotte cette année-là, qui ont commencé le 1er juillet et se sont terminées le 27. Il fut affecté à la « Flotte C », qui représentait la flotte italienne hostile, chargée de vaincre la « Flotte A » et la « Flotte B ». Les deux dernières unités représentaient la flotte française et ils étaient individuellement inférieurs à la « Flotte C », mais supérieures quand ils étaient combinés.
En 1896, le Suchet faisait nominalement partie de l'escadre méditerranéenne, mais il était utilisé comme navire-école pour les cadets de la marine. Le Suchet a néanmoins opéré avec l'escadron cette année-là, prenant part aux manœuvres dans le cadre de l'écran de croiseurs de la 2e division. Les manœuvres se déroulèrent du 6 au 30 juillet. Il fait à nouveau partie de l'escadron en 1897, mais plus tard, il est transféré à la division du Levant pour remplacer le croiseur Bugeaud, qui souffre de problèmes de moteur.

### Déploiement dans l'Atlantique
En 1900, le Suchet rejoint la division navale de l'océan Atlantique, qui comprend également les croiseurs protégés Amiral Cécille, D'Assas et Troude. Il passe cette année-là sous le commandement du commandant Pierre Ange Marie Le Bris. Au cours des deux années suivantes, le Suchet est chargé de protéger les intérêts français en Colombie et au Venezuela lors de troubles intérieurs dans les deux pays. La flottille affectée à l'Atlantique fut réduite aux Suchet, Amiral Cécille et au croiseur D'Estrées en 1901. Fin novembre, le Suchet se rendit à Colon, en Colombie, avec des navires de guerre américains et britanniques, où ils furent présents lors des négociations infructueuses visant à mettre fin à la guerre des Mille Jours. Il resta en poste dans la division en 1902, avec le D'Estrées, le Tage et le croiseur Descartes.

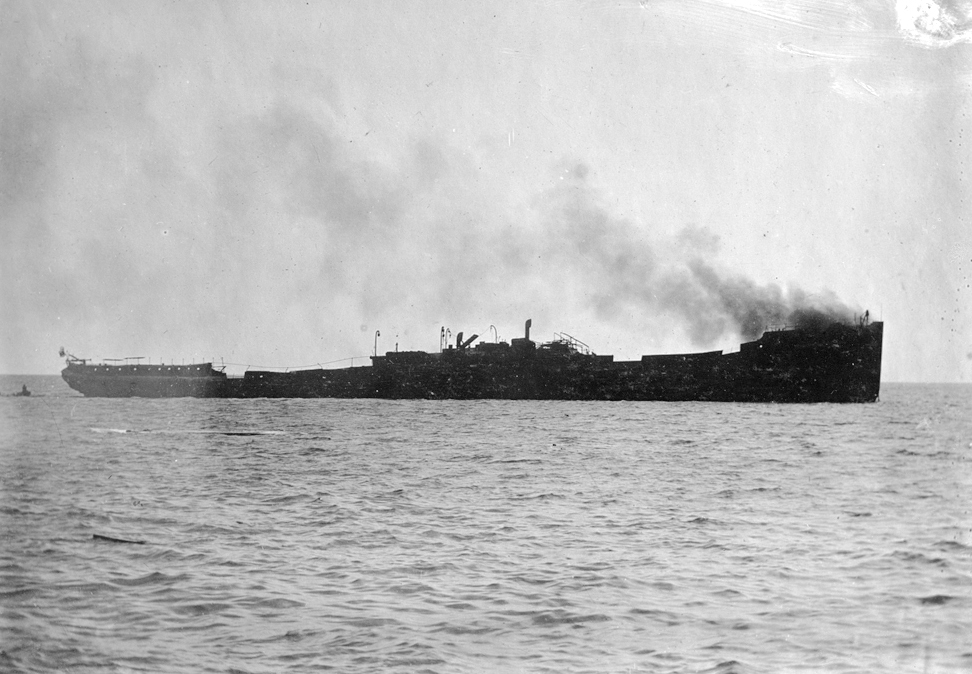
Le navire marchand SS Roraima, gravement endommagé et en feu.

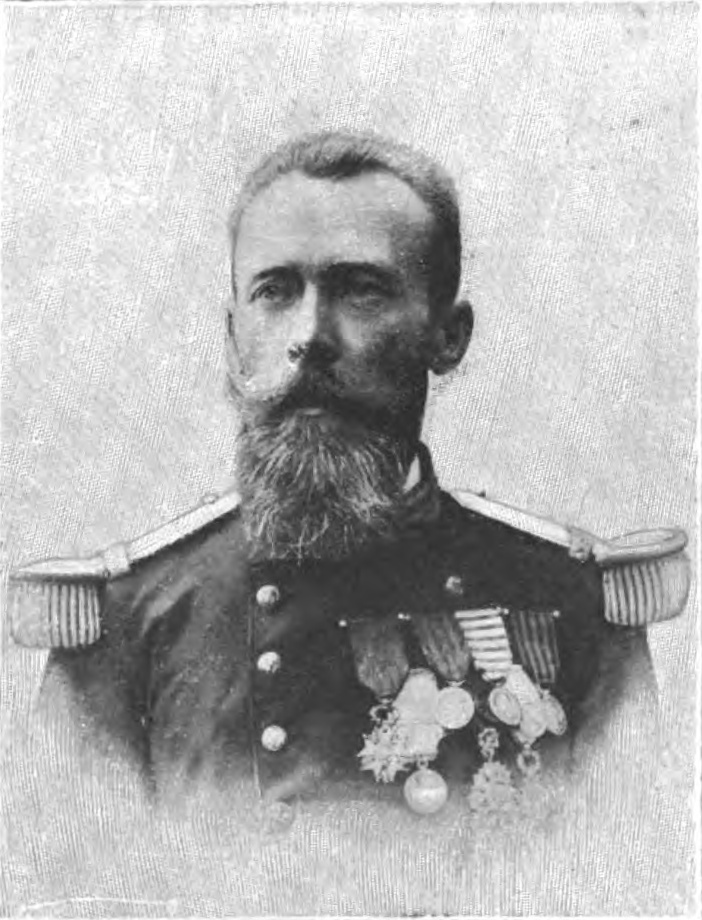
Le capitaine de frégate Le Dris, commandant du Suchet. D'après une photographie.

Le Suchet faisait partie des navires qui ont porté assistance lors de l'éruption de la montagne Pelée sur l'île de la Martinique qui avait commencé au début de 1902. Il arriva au large de la ville le 6 mai, deux jours avant l'éruption principale qui détruisit la ville de Saint-Pierre. Il a sauvé trente personnes, toutes gravement brûlées, qui ont pu s'échapper de la ville. Le Roraima (navire marchand Canadien) prit feu dans la rade, le Suchet arriva à côté pour aider sans succès à éteindre l'incendie. Il évacua à la place les vingt-cinq survivants de son équipage de soixante-huit personnes. Le Suchet a ensuite emmené les survivants à Fort-de-France et est revenu pour participer à l'effort d'évacuation vers d'autres villes de la région, dont Le Prêcheur, au cours des jours suivants. Au cours de ces opérations, le Suchet récupéra environ 1 200 personnes et les ramena à Fort-de-France le 11 mai. Le Suchet resta à Fort-de-France et son équipage participa au déchargement des vivres envoyés d'autres pays en réponse à la catastrophe. Pierre Le Bris a été promu au grade de capitaine de vaisseau pour ses actions lors de la catastrophe,.
En juin 1902, alors que le Suchet était encore engagé dans l'effort de secours pour la Martinique, le croiseur allemand non protégé SMS Falke a rencontré le Suchet à Carúpano, au Venezuela. Le commandant allemand informa Pierre Le Bris que les Vénézuéliens avaient arrêté sept marchands français pour des raisons douanières. Pierre Le Bris exigea leur libération, mais les autorités locales vénézuéliennes refusèrent. Au même moment, la canonnière vénézuélienne Venezuelan gunboat quittait le port, Pierre Le Bris braqua ses armes sur le navire, lui ordonna de s'approcher et envoya un officier pour réitérer ses exigences. Cette action a permis la libération des Français.
Plus tard dans l'année, le Troude fut remis en service pour remplacer le Suchet dans la division, permettant à ce dernier de retourner en France, où il fut réduit au statut de réserve le 20 novembre,. Le remplacement prévu de ses chaudières fut annulé en 1905. Il fut désarmé le 11 novembre de la même année. Il fut ensuite utilisé comme navire central de la 3e flottille de torpilleurs. Le Suchet fut rayé du registre naval le 24 avril 1906, mais continua son rôle jusqu'en 1914, période ou il fut affecté comme annexe à l'ancienne batterie flottante l'Embuscade. Le 28 août 1917, le navire fut affecté au soutien de la marine marchande française et fut probablement utilisé comme ponton d'amarrage à Rochefort jusqu'en 1927. Après avoir récupéré les métaux non ferreux du navire, la Marine vend le Suchet en novembre 1927 à la Société Goldenberg.

### Autres sources
- Brassey, « Chapter III: Relative Strength », The Naval Annual, Portsmouth, J. Griffin & Co.,‎ 1895, p. 49–59 (OCLC 496786828, lire en ligne).
- Brassey, « Chapter III: Relative Strength », The Naval Annual, Portsmouth, J. Griffin & Co.,‎ 1896, p. 61–71 (OCLC 496786828, lire en ligne).
- Brassey, « Chapter III: Relative Strength », The Naval Annual, Portsmouth, J. Griffin & Co.,‎ 1897, p. 56–77 (OCLC 496786828).
- Brassey, « Chapter III: Relative Strength », The Naval Annual, Portsmouth, J. Griffin & Co.,‎ 1902, p. 47–55 (OCLC 496786828, lire en ligne).
- N. J. M. Campbell, Conway's All the World's Fighting Ships 1860–1905, London, Conway Maritime Press, 1979, 283–333 p. (ISBN 978-0-85177-133-5, lire en ligne ), « France ».
- Dorn et Drake, « Notes on Ships and Torpedo Boats », Notes on the Year's Naval Progress, Washington, D.C., United States Office of Naval Intelligence, vol. XIII,‎ juillet 1894, p. 3–78 (OCLC 727366607).
- Marshall Everett, The Complete Story of the Martinique Horror and Other Great Disasters, Henry Neil, 1902 (OCLC 1846675).
- « Naval Notes: France », Journal of the Royal United Service Institution, London, J. J. Keliher & Co., vol. XLI,‎ mars 1897, p. 341–348 (OCLC 1077860366, lire en ligne).
- Gleig, « Chapter XII: French Naval Manoeuvres », The Naval Annual, Portsmouth, J. Griffin & Co.,‎ 1896, p. 195–207 (OCLC 496786828).
- John Jordan et Philippe Caresse, French Battleships of World War One, Annapolis, Naval Institute Press, 2017 (ISBN 978-1-59114-639-1).
- Leyland, « Chapter III: Comparative Strength », The Naval Annual, Portsmouth, J. Griffin & Co.,‎ 1900, p. 63–70 (OCLC 496786828).
- « Naval and Military Notes: France », Journal of the Royal United Service Institution, London, J. J. Keliher & Co., vol. XXXVIII,‎ mai 1894, p. 562–564 (OCLC 1077860366).
- « Naval Notes: France », Journal of the Royal United Service Institution, Londres, J. J. Keliher & Co., vol. XLVI,‎ août 1902, p. 1064–1068 (OCLC 1077860366, lire en ligne).
- Reed, « Colombia », The Current Cyclopedia, Chicago, Current Encyclopedia Company, vol. I,‎ décembre 1901.
- Stephen Roberts, French Warships in the Age of Steam 1859–1914, Barnsley, Seaforth, 2021 (ISBN 978-1-5267-4533-0).
- Theodore Ropp, The Development of a Modern Navy: French Naval Policy, 1871–1904, Annapolis, Naval Institute Press, 1987 (ISBN 978-0-87021-141-6).
- Alwyn Scarth, La Catastrophe: The Eruption of Mount Pelee, the Worst Volcanic Eruption of the Twentieth Century, Oxford, Oxford University Press, 2002 (ISBN 978-0-19-521839-8).
- Ellery C. Stowell et Henry F. Munro, International Cases: Arbitrations and Incidents Illustrative of International Law as Practised by Independent States, New York, Houghton Mifflin, 1916, « The Case of the Suchet ».
- « The New Port of Bizerte », Scientific American, New York, Munn & Co., vol. LXXIII,‎ 13 juillet 1895, p. 25.
- Thursfield, « Naval Maneouvres in 1896 », The Naval Annual, Portsmouth, J. Griffin & Co.,‎ 1897, p. 140–188 (OCLC 496786828).